# Desa Mrisen (administrativ by i Indonesien, lat -7,64, long 110,71)
Desa Mrisen är en administrativ by i Indonesien.   Den ligger i provinsen Jawa Tengah, i den västra delen av landet, 500 km öster om huvudstaden Jakarta.